# Diflubenzuron
Diflubenzuron (ISO-benaming) is een insecticide en acaricide uit de groep van benzoylureumverbindingen. Het is een chitine-syntheseremmer, die de vervelling van bladvretende rupsen verhindert, of de verpopping van vliegenlarven tot volwassen insecten. Op volwassen insecten heeft diflubenzuron geen invloed. Het wordt vooral gebruikt bij de teelt van appels, peren, paddenstoelen, in boom- en sierplantenkwekerijen en in de bosbouw.
Diflubenzuron is ontwikkeld door het Nederlandse Philips-Duphar en kwam in de jaren 1970 op de markt. Dimilin en Lurectron zijn merknamen van producten met diflubenzuron.

## Regelgeving
Diflubenzuron werd door de Europese Commissie (EC) op 1 januari 2009 opgenomen in de lijst van toegelaten gewasbeschermingsmiddelen. De EC heeft op 20 februari 2013 besloten om met ingang van 1 februari 2015 diflubenzuron ook toe te laten als biocide als een producttype 18. Het middel mag enkel gebruikt worden tegen maden en vliegenlarven in droge mest.

## Eigenschappen
Diflubenzuron op zichzelf heeft een lage toxiciteit voor de mens. Het is niet carcinogeen of genotoxisch, maar een van de metabolieten van diflubenzuron is het giftige 4-chlooraniline, dat ook als onzuiverheid in het technisch product voorkomt. 4-Chlooraniline is carcinogeen en mogelijk genotoxisch. Aan de toelating van diflubenzuron in de Europese Unie werd de voorwaarde verbonden dat de aanvrager bijkomende gegevens moest aanleveren over het toxische potentieel van 4-chlooraniline. Het onderzoek daarvan door de Europese Autoriteit voor voedselveiligheid besloot dat de blootstelling aan 4-chlooraniline door gebruikers, omstanders en consumenten a priori een reden tot bezorgdheid was, omdat er voor kankerverwekkende stoffen geen veilige drempelwaarde kan vastgesteld worden. De concentratie van 4-chlooraniline als onzuiverheid in de geteste monsters was ook niet bekend.